# Knob Point (udde i Antarktis)
Knob Point är en udde i Antarktis. Den ligger i Östantarktis. Nya Zeeland gör anspråk på området.
Terrängen inåt land är lite kuperad. Havet är nära Knob Point västerut. Trakten är glest befolkad. Närmaste befolkade plats är McMurdo Station, 5,1 kilometer söder om Knob Point. 